# Morti nel 235
| Questa pagina contiene informazioni ricavate automaticamente dalle voci biografiche con l'ausilio del template Bio e di un bot. L'aggiornamento è periodico e automatico e ricostruisce completamente la pagina. Se manca una persona in questa lista, sei pregato di non aggiungerla, ma accertati piuttosto che la sua voce biografica contenga il template Bio e che i dati anagrafici siano correttamente compilati. Se il template Bio manca, inseriscilo tu stesso o, in alternativa, metti l'avviso {{tmp\|Bio}} che ne segnala la mancanza. Se i dati riportati sono sbagliati, correggi direttamente la voce biografica; le modifiche saranno visibili in questa lista entro pochi giorni. Per chiarimenti vedi il progetto biografie. La lista contiene solo le 8 persone che sono citate nell'enciclopedia e per le quali è stato implementato correttamente il template Bio. Pagina aggiornata al 10 feb 2025. |

- 19 novembre - Papa Ponziano, papa, vescovo e santo romano
- Alessandro Severo, imperatore romano (n. 208)
- Cassio Dione, storico e politico romano (n. 155)
- Claudio Eliano, filosofo e scrittore romano
- Ippolito di Roma, teologo e scrittore romano
- Magno, romano
- Giulia Mamea, imperatrice romana (n. 180)
- Quartino, romano